# Bezirk Kulików
Bezirk Kulików – dawny powiat (Bezirk) kraju koronnego Królestwo Galicji i Lodomerii, funkcjonujący w latach 1854–1867. Siedzibą starostwa było miasteczko Kulików.

## Historia
Bezirk Kulików utworzono w ramach reformy uwłaszczeniowej z okresu Wiosny Ludów (1848–1849), która likwidowała jurysdykcję właściciela ziemskiego nad poddanymi. W Galicji, dominium – jako podstawowa jednostka administracyjna i filar systemu feudalnego straciło rację bytu. Konieczne stało się zatem wprowadzenie nowego systemu administracyjnego, którego zręby powstały w latach 1851–1855. Nowy trójstopniowy podział administracyjny objął 21 cyrkułów (niem. Kreise), 179 małych powiatów (niem. Bezirke) i ponad 6000 gmin (niem. Gemeinde).
Bezirk Kulików objął obszar o wielkości 6,0 mil², zamieszkany przez 18.780 ludzi i podzielony na 30 gmin katastralnych, w tym dwa miasteczka (Kukizów i Kulików). Wszedł w skład cyrkułu żółkiewskiego, jako jeden z jego dziesięciu powiatów.
Po nadaniu Galicji autonomii oraz powołaniu samorządu gminnego i powiatowego w 1865 zlikwidowano cyrkuły (Kreise). Dotychczasowe małe powiaty (Bezirke) w liczbie 179, utrzymały się do 1867 roku, kiedy to w następstwie kolejnej reformy administracyjnej (23 stycznia 1867) zostały zastąpione przez 74 większych powiatów. Obszar zniesionego Bezirk Kulików wszedł wtedy w skład nowych powiatów żółkiewskiego i lwowskiego (vide podział w tabeli poniżej). 19 czerwca 1867 częsciowo zmieniono granice tych powiatów (w przypadku gminy Rudańce).

## Podział administracyjny (1854)
| Lp. | Gmina jednostkowa                   | Powierzchnia | Ludność | Powiat w 1867 po zniesieniu |
| --- | ----------------------------------- | ------------ | ------- | --------------------------- |
| 1   | Kulików (m)                         | 1630         | 2556    | żółkiewski                  |
| 2   | Doroszów Mały                       | 557          | 214     | żółkiewski                  |
| 3   | Doroszów Wielki                     | 1030         | 522     | żółkiewski                  |
| 4   | Udnów                               | 1020         | 228     | żółkiewski                  |
| 5   | Nadycze                             | 631          | 170     | żółkiewski                  |
| 6   | Hrebeńce                            | 1029         | 318     | żółkiewski                  |
| 7   | Nowe Sioło                          | 1182         | 494     | żółkiewski                  |
| 8   | Koszelów                            | 539          | 259     | żółkiewski                  |
| 9   | Podliski z Obydrą                   | 965          | 240     | lwowski                     |
| 10  | Stroniatyn                          | 1004         | 241     | lwowski                     |
| 11  | Remenów                             | 2300         | 825     | lwowski                     |
| 12  | Wisłoboki                           | 623          | 171     | lwowski                     |
| 13  | Sulimów                             | 1287         | 507     | żółkiewski                  |
| 14  | Przemiwółki                         | 408          | 272     | żółkiewski                  |
| 15  | Mohylany z Wierzblanami             | 731          | 323     | żółkiewski                  |
| 16  | Artasów                             | 1419         | 429     | żółkiewski                  |
| 17  | Nahorce z Dernówką i Kozowem        | 1798         | 370     | żółkiewski                  |
| 18  | Przedrzymichy                       | 2468         | 529     | żółkiewski                  |
| 19  | Żełdec z Prowalem                   | 5873         | 1341    | żółkiewski                  |
| 20  | Dzibułki z Brodem i Zabawką         | 8810         | 1154    | żółkiewski                  |
| 21  | Zwertów                             | 1460         | 537     | żółkiewski                  |
| 22  | Kukizów (m) z Tłuszczynką           | 1549         | 631     | lwowski                     |
| 23  | Ceperów                             | 942          | 333     | lwowski                     |
| 24  | Rudańce                             | 1673         | 562     | żółkiewski                  |
| 25  | Kłodno Wielkie z Podlesiną          | 3626         | 1286    | żółkiewski                  |
| 26  | Czestynie z Nowymstawem i Toporowem | 1632         | 589     | żółkiewski                  |
| 27  | Pieczychwosty                       | 2820         | 558     | żółkiewski                  |
| 28  | Kłodzienko                          | 2756         | 647     | żółkiewski                  |
| 29  | Żółtańce                            | 7126         | 2197    | żółkiewski                  |
| 30  | Wola Żółtaniecka                    | 209          | 277     | żółkiewski                  |

Objaśnienie:
(M) = miasto; (m) = miasteczko